# Allium validum
Allium validum — вид трав'янистих рослин родини амарилісові (Amaryllidaceae), поширений на заході Північної Америки від Британської Колумбії до Каліфорнії.

## Опис
Цибулин 2–20 +, згущені на товстому, ірисоподібному кореневищі, подовжені, 2–5 × 1–2.5 см; зовнішні оболонки містять 1 або більше цибулин, бурі, перетинчасті; внутрішні оболонки червонувато-пурпурові або білуваті. Листки стійкі, зелені в період цвітіння, 3–6; листові пластини плоскі, 20–70(80) см × 4–15 мм, краї цілі. Стеблина стійка, одиночна, прямостійна, плоска й вузькокрила дистально, 30–70 см × 2–7 мм. Зонтик стійкий, прямостійний, компактний, 15–30-квітковий, півсферичний, цибулинки невідомі. Квіти ± дзвінчасті, 8–10 мм; листочки оцвітини від прямостійних до ± розлогих, рожеві, вузько ланцетні, ± рівні, краї цілі, верхівки загострені. Пиляки жовті або пурпурові; пилок жовтий. Насіннєвий покрив тьмяний. 2n = 28, 56.
Період цвітіння: червень — серпень.

## Поширення
Поширений у штатах Каліфорнія, Айдахо, Невада, Орегон, Вашингтон, США й у Британській Колумбії, Канада.
Населяє заболочені луки в горах; 1500–2900 м.